# Edmond Fleischhauer
Pour les articles homonymes, voir Fleischhauer.
Joseph Louis Edmond Fleischhauer (né le 25 septembre 1812 à Strasbourg et mort le 11 mars 1896 à Colmar) était un entrepreneur alsacien, homme politique, mécène et collectionneur.
Edmond Fleischhauer était le fils du marchand strasbourgeois Jean David Fleischhauer et de son épouse Louise Wilhelmine née Weyher. Il s'est marié le 4 mai 1840 à Colmar à Amélie Wilhelmine Wimpffe.
En 1840, Edmond Fleischhauer fonda une pharmacie à Colmar et y vécut comme marchand. Il devient président du tribunal de commerce et en 1870 président fondateur de la chambre de commerce de Colmar. Il est politiquement actif en tant que membre du conseil municipal de Colmar. En 1879, il est élu membre du comité régional de Colmar dans le Landesausschuss des Reichslandes Elsaß-Lothringen.
Il a participé à la vie culturelle de Colmar. De 1880 à 1896, il fut président de la société Schongauer. Il a légué sa vaste collection (épées, armures, fusils, objets en ivoire ou en porcelaine) à la ville de Colmar. La collection est maintenant exposée au musée Unterlinden. L'une des salles d'exposition porte son nom.
La rue Fleischhauer à Colmar porte son nom depuis 1907.